# Prałatura terytorialna Bocas del Toro
Prałatura terytorialna Bocas del Toro (łac. Territorialis Praelatura Buccae Taurinae) – prałatura terytorialna Kościoła rzymskokatolickiego w Panamie. Należy do archidiecezji panamskiej. Została erygowana 17 października 1962.

## Główne świątynie
- Katedra: Katedra Najświętszej Maryi Panny z Góry Karmel w Bocas del Toro

## Prałaci terytorialni
- Martin Legarra Tellechea OAR (1963–1969)
- José Agustín Ganuza García OAR (1970–2008)
- Anibal Saldaña OAR (od 2008)